# سرویونسا
سرویونسا (به انگلیسی: Servivensa) یک شرکت هواپیمایی با کد یاتا VC است که در ۱۹۹۰ میلادی تأسیس شده‌است. دفتر مرکزی سرویونسا در کاراکاس، ونزوئلا واقع شده‌است.